# Ancyromonadida
Ancyromonadida o Planomonadida es un pequeño grupo de protistas biflagelados que se encuentran en el suelo y en hábitats acuáticos, en donde se alimentan de bacterias. Incluye organismos de agua dulce o marinos, bentónicos, comprimidos dorsoventralmente y con dos flagelos desiguales, cada uno emergiendo de un bolsillo separado. El flagelo anterior apical puede ser muy delgado o terminar en la membrana celular, mientras que el flagelo posterior es largo y se inserta ventral o lateralmente. La membrana celular se apoya en una teca delgada de una sola capa y las crestas mitocondriales son discoidales/planas.
La colocación del grupo es dudosa, pues parece caer fuera de los cinco supergrupos de Eukarya. Cavalier-Smith considera que constituyen un grupo basal a Amoebozoa y Opisthokonta y lo coloca junto a otros grupos relacionados en Sulcozoa. Sin embargo, parecen más basales, ubicándose en Loukozoa junto con Malawimonadea y Metamonada como los más basales del clado Opimoda.